# Оливейра дос Сантос, Вандеир
Вандеир Оливейра дос Сантос (порт. Wandeir de Oliveira dos Santos; 15 мая, 1980 года, Морада-Нова-ди-Минас, Бразилия) — бразильский футболист, выступавший на позиции нападающего.

## Карьера
Начинал свою карьеру в «Крузейро». В 22 года переехал в Европу. Свои лучшие годы провел в чемпионате Республики Македонии, где бразилец запомнился по выступлениям за «Вардар». В 2003 году именно Вандеир в двух матчах забил два гола московскому ЦСКА в рамках отборочного раунда Лиги чемпионов. Форвард помог «Вардару» по сумме игр сенсационно выбить российский клуб из борьбы в еврокубках (в Москве вардарцы были сильнее со счетом 2:1, а дома они сыграли вничью — 1:1). Перед вторым матчем с «армейцами» бразилец по ошибке вышел на поле в футболке без номера. Перед стартовым свистком арбитра администраторы «Вардара» были вынуждены приклеить Вандеиру на спину цифры из кусков пластыря, а его фамилию дописать фломастером.
В сезоне 2005/06 выступал за немецкий «Киккерс Оффенбах». После неудачных попыток заиграть в Португалии, Вандеир вернулся в Республику Македония. Со временем принял гражданство балканской страны, но за ее сборную он так и не сыграл. Завершал свою карьеру нападающий на родине.

## Достижения
- Обладатель Кубка Македонии (3): 2002/03, 2006/07, 2008/09.